# Управління енергетичної інформації

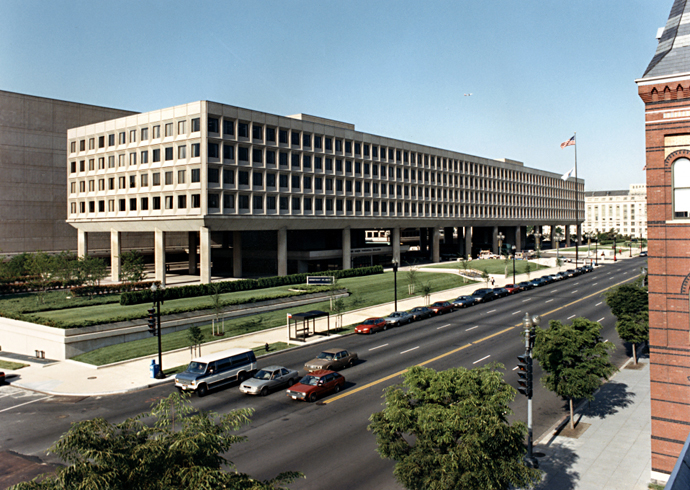
Офіс EIA в James V. Forrestal Building.

Управління енергетичної інформації (англ. Energy Information Administration EIA) — незалежне агентство в складі федеративної статистичної системи США, підрозділ Міністерства енергетики. Відповідальне за збір, аналіз і поширення інформації про енергію і енергетиці. EIA збирає дані про запаси та видобуток вугілля, нафти, природного газу, виробництво електроенергії, частку поновлюваних джерел енергії, атомної енергетики. Офіс розташований у Вашингтоні.
Засноване у 1977 року як основний орган федеральної влади, що займається статистикою і аналізом в галузі енергетики. Створено на базі декількох систем і організацій з подібними завданнями, що з'явилися в 1974 році після нафтової кризи 1973 року.
EIA проводить збір і аналіз даних за всіма джерелами енергії, всіма способами її використання, аналізує потоки енергії. Видає коротко- і довгострокові прогнози як для США, так і для решти країн світу. Публікує безліч звітів, даних, аналітичних нотаток, в основному через свій інтернет-сайт.
В EIA працює близько 380 федеральних службовців. Бюджет агентства становив 117 мільйонів доларів в 2014 році.

## Звіти EIA
- Today in Energy: Щотижневі замітки про проблеми енергії.
- Energy Explained: Інформація про енергію для широкої аудиторії.
- Energy Kid's Page: «Дитяча сторінка» для учнів, громадян, журналістів.
- This Week in Petroleum: Щотижнева інформація про нафтові ринки США і світу.
- Gasoline and Diesel Fuel Update: Щотижневі оновлення середніх цін на бензин в США і регіонах.
- Country Energy Profiles: Аналіз енергетики по країнах, регіонах, організаціях (ОЕСР, ОПЕК) для 215 країн. Докладний аналіз для 151 країни.
- Short-Term Energy Outlook: Короткостроковий енергетичний прогноз на 18 місяців. Оновлюється щомісяця.
- Annual Energy Outlook: Прогноз і аналіз постачання енергією, попиту на енергію і цін в США на термін до 2040 року на базі моделі National Energy Modeling System .
- International Energy Outlook: Оцінка EIA міжнародних ринків енергоносіїв до 2040.
- Monthly Energy Review: Статистика місячного і річного споживання енергії в США за джерелами енергії за 30 років.
- Annual Energy Review: Основний звіт EIA про щорічну статистику енергетики в минулому. Багато видів статистики відслідковуються з 1949 року. Дані звіту були перенесені в Monthly Energy Review і не оновлюються з 2012 року.[2]
- Country Analysis Briefs: Аналіз енергетики 50 країн і регіонів: виробництво і споживання енергії, імпорт і експорт.
- Residential Energy Consumption Survey: Аналіз споживання енергії домогосподарствами у США.